# Gunilla Nyroos
Gunilla Birgitta Nyroos (Vaasa, 7 ottobre 1945) è un'attrice e regista teatrale svedese, vincitrice del premio Guldbagge come miglior attrice.

## Biografia
Gunilla Nyroos è nata in Finlandia da madre svedese e padre finlandese e da bambina si è trasferita con loro a Stoccolma, dove il suo interesse per il teatro si è sviluppato attraverso un corso al Teatro Reale Drammatico e lezioni private con l'attrice Sif Ruud. Nella seconda metà degli anni sessanta debutta in una pellicola cinematografica. Negli anni ottanta lavora a livello teatrale come attrice e regista a Göteborg in compagnia del marito Lennart Hjulström.

## Vita privata
Compagna dal 1986 dell'attore e regista Lennart Hjulström, si uniscono in matrimonio nel 2007 fino alla morte dell'uomo avvenuta nel 2022. Ha una figlia, nata all'inizio della loro relazione sentimentale.

## Filmografia parziale

### Cinema
- Berget på månens baksida, regia di Lennart Hjulström (1983)
- Moa, regia di Anders Wahlgren (1986)
- Mio in the Land of Faraway (Mio min Mio), regia di Vladimir Grammatikov (1987)
- Rusar i hans famn, regia di Lennart Hjulström (1996)
- Nina Frisk, regia di Maria Blom (2007)

## Riconoscimenti
- Guldbagge
  - 1985 - Miglior attrice per Berget på månens baksida
  - 1987 - Candidata a miglior attrice per Moa
  - 1997 - Candidata a miglior attrice per Rusar i hans famn
  - 2008 - Candidata a miglior attrice non protagonista per Nina Frisk
- Litteris et Artibus - 2010